# Institutul Pasteur
Institutul Pasteur (în franceză Institut Pasteur) este o fundație privată non-profit franceză dedicată studiului biologiei, microorganismelor, bolilor și vaccinurilor. Este denumit după omul de știință francez Louis Pasteur, cel care a inventat pasteurizarea și vaccinurile pentru antrax și rabie. Institutul a fost fondat la 4 iunie 1887 și inaugurat la 14 noiembrie 1888.
Timp de mai mult de un secol, Institutul Pasteur a avut ca principal scop cercetarea bolilor infecțioase. Această organizație mondială de cercetare biomedicală cu sediul la Paris a fost prima care a izolat HIV, virusul care provoacă SIDA, în anul 1983. De-a lungul anilor, Institutul a fost responsabil pentru descoperirile care au permis științei medicale să țină sub control patologii infecțioase precum difteria, tetanosul, tuberculoza, poliomielita, gripa, febra galbenă și ciuma .
Din 1908, zece oameni de știință ai Institutului Pasteur au primit Premiul Nobel pentru medicină și fiziologie; Premiul Nobel pentru fiziologie sau medicină din 2008 a fost împărțit între doi oameni de știință de la Institutul Pasteur.